# Groupe d'ESO 501-51
Le groupe d'ESO 501-51 comprend au moins 23 galaxies situées dans la constellation de l'Hydre. La distance moyenne entre ce groupe et la Voie lactée est d'environ 54.7.0 Mpc (∼178 millions d'al). 

## Membres
Le tableau ci-dessous liste les 23 galaxies du groupe indiquées dans l'article de A.M. Garcia paru en 1993.   
| Nom        | Class.     | Type           | α (J2000.0)   | δ (J2000.0)  | Vitesse radiale (km/s) | m               | Distance (Mpc) | Diamètre (kal) |
| ---------- | ---------- | -------------- | ------------- | ------------ | ---------------------- | --------------- | -------------- | -------------- |
| NGC 3285   | SB(s)a pec | Spirale barrée | 10h 33m 35.8s | -27° 27′ 16″ | 3378 ± 10              | 12,1            | 54,9 ± 3,9     | 253            |
| ESO 436-42 | E4?        | Elliptique     | 10h 34m 38.7s | -28° 35′ 00″ | 3190 ± 15              | 13,26 ± 0,09    | 52,1 ± 3,7     | 100            |
| ESO 436-44 | S0?        | Lenticulaire   | 10h 34m 47.5s | -28° 29′ 47″ | 3159 ± 17              | 12,65 ± 0,09    | 51,6 ± 3,6     | 151            |
| ESO 436-45 | N          | ?              | 10h 34m 50.8s | -28° 30′ 46″ | 3349 ± 14              | 13,72 ± 0,09    | 54,4 ± 3,4     | 110            |
| ESO 436-46 | SB(rs)b    | Spirale barrée | 10h 34m 50.5s | -28° 34′ 59″ | 3452 ± 4               | 12,24 ± 0,09    | 55,9 ± 3,9     | 136            |
| ESO 437-17 | S0         | Lenticulaire   | 10h 37m 42.6s | -28° 36′ 15″ | 3510 ± 21              | 15,14           | 56,0 ± 4,0     | 89             |
| ESO 437-25 | S(B)b      | Spirale barrée | 10h 38m 40.2s | -28° 34′ 08″ | 3509 ± 21              | 13,78 ± 0,09    | 56,8 ± 4,0     | 89             |
| ESO 437-4  | SB(r)b     | Spirale barrée | 10h 35m 23.2s | -28° 18′ 51″ | 3304 ± 5               | 11,72           | 53,8 ± 3,8     | 133            |
| ESO 437-9  | E?         | Elliptique     | 10h 36m 34.7s | -28° 12′ 52″ | 3460 ± 5               | 13,46 ± 0,09    | 56,1 ± 3,9     | 66             |
| ESO 501-13 | S0^0^?     | Lenticulaire   | 10h 33m 30.0s | -26° 53′ 51″ | 3520 ± 35              | 12,49 ± 0,09    | 57,0 ± 4,0     | 130            |
| ESO 501-41 | SB?        | Spirale barrée | 10h 36m 53.1s | -27° 03′ 11″ | 3533 ± 8               | 14,41 ± 0,09    | 57,2 ± 4,0     | 71             |
| ESO 501-42 | S(B)b(r)   | Spirale barrée | 10h 36m 56.6s | -26° 11′ 39″ | 3280 ± 27              | 12,77 ± 0,09    | 53,5 ± 3,8     | 137            |
| ESO 501-51 | (R')SA(r)a | Spirale        | 10h 37m 29.1s | -26° 19′ 01″ | 3348 ± 6               | 11,64 ± 0,09    | 54,5 ± 3,8     | 202            |
| ESO 501-56 | S0         | Lenticulaire   | 10h 37m 45.3s | -26° 37′ 51″ | 3580 ± 24              | 12,50 ± 0,09    | 57,9 ± 4,1     | 133            |
| ESO 501-66 | S0/a       | Lenticulaire   | 10h 38m 55.1s | -26° 38′ 24″ | 2982 ± 45              | 13,46 ± 0,09    | 49,1 ± 3,5     | 71             |
| PGC 31245  | S(B)0      | Lenticulaire   | 10h 34m 00.7s | -27° 43′ 46″ | 3115 ± 29              | 12,319 ± 0,063a | 51,0 ± 3,6     | 32             |
| PGC 31252  | SB pec     | Spirale barrée | 10h 34m 06.6s | -28° 02′ 36″ | 3398 ± 27              | 12,935 ± 0,106a | 55,2 ± 3,9     | 58             |
| PGC 31288  | S0         | Lenticulaire   | 10h 34m 35.7s | -28° 34′ 05″ | 3485 ± 26              | 11,273 ± 0,027a | 56,4 ± 4,0     | 54             |
| PGC 31401  | SB0        | Lenticulaire   | 10h 35m 53.6s | -28° 17′ 27″ | 3498 ± 45              | 10,908 ± 0,037a | 56,6 ± 4,0     | 63             |
| PGC 31447  | S0         | Lenticulaire   | 10h 36m 27.6s | -27° 19′ 11″ | 3370 ± 8               | 12,53 ± 0,01    | 54,8 ± 3,9     | 89             |
| PGC 31541  | S pec      | Spirale        | 10h 37m 19.9s | -28° 14′ 20″ | 3457 ± 30              | 15,00           | 56,0 ± 4,0     | 13             |
| PGC 31581  | E0         | Elliptique     | 10h 37m 41.8s | -26° 30′ 35″ | 3395 ± 45              | 12,323 ± 0,056a | 55,2 ± 3,9     | 41             |
| PGC 31637  | S0         | Lenticulaire   | 10h 38m 33.2s | -26° 47′ 39″ | 3173 ± 45              | 12,078 ± 0,078a | 51,9 ± 3,7     | 37             |

- aDans le proche infrarouge.

Le site DeepskyLog permet de trouver aisément les constellations des galaxies mentionnées dans ce tableau ou si elles ne s'y trouvent pas, l'outil du site constellation permet de le faire à l'aide des coordonnées de la galaxie. Sauf indication contraire, les données proviennent du site NASA/IPAC. 